# Katya García-Antón
Katya Janinne García-Antón, född 1966 i London, är en brittisk-spansk kurator.
Katya García-Antón utbildade sig i konsthistoria på Courtauld Institute of Art i London, med en magisterexamen i 1800- och 1900-talens konsthistoria, varefter hon arbetade på Courtauld Institute of Art.
Hon ledde 2002–2011 Centre d'Art Contemporain i Genève och arbetade där bland annat för att introducera konstnärer från utvecklingsländer. Hon har också varit konstkritiker för BBC World Service. 
Katya García-Antón var kurator för Spaniens medverkan i São Paulobiennalen 2004. Hon var 2010–2013 rådgivare för PICE, den spanska kulturministeriets internationella konstprogram och ansvarade bland annat för den spanska paviljongen i Konstbiennalen i Venedig 2011.
Hon är sedan februari 2014 direktör för norska Office for Contemporary Art Norway.